# Los siete hábitos de la gente altamente efectiva
Los siete hábitos de la gente altamente efectiva (del inglés: The Seven Habits of Highly Effective People) es un libro de autoayuda escrito por Stephen Covey y publicado inicialmente en 1989. Desde entonces se han vendido más de 25 millones de copias en 52 idiomas.
En esencia, el libro lista treinta y dos principios de acción, que, una vez establecidos como hábitos, ayudarán al lector a alcanzar un alto nivel de efectividad en todos los aspectos relevantes de su vida. El libro está dividido en tres secciones, cada una con capítulos relacionados con los siete hábitos. Covey argumenta que dichos hábitos están basados en principios de la «ética del carácter», que son atemporales, universales y evidentes por sí mismos. El autor se centra en los principios como esencia del proceso.

## Sinopsis
Desde 1991 en la lista semanal de libros más vendidos del Publishers Weekly y a menudo encabezándola, este indiscutible best seller se merecía una puesta al día, y eso es lo que ha hecho su autor con esta nueva edición: la estructura general no cambia, ya que hubiera resultado absurdo, dado su alto grado de efectividad, solo se amplía, se extiende hacia nuevos temas y detalles que el lector sin duda agradecerá. El punto de partida general, pues, sigue siendo el mismo: el hecho ineludible de que casi todo el mundo intuye que su comportamiento, tanto en el trabajo como en la vida privada,  podría mejorar en muchos aspectos, pero pocos saben cómo conseguirlo. 
A partir de ahí, Stephen Covey da consejos divididos en siete etapas que el lector deberá asimilar y poner en práctica por su propia cuenta, adaptándolas a su personalidad y aplicándolas libremente en todos los ámbitos de su vida cotidiana. Para ello, el autor se sirve de anécdotas penetrantes y significativas destinadas a hacernos reflexionar sobre cada uno de nuestros actos y sobre el modo de acceder al cambio, a la verdadera efectividad: desde la visión personal hasta la autorrenovación equilibrada, pasando por el liderazgo personal, la administración personal, el liderazgo interpersonal, la comunicación empática y la cooperación creativa. 
Teniendo en cuenta todo esto, y a través del desarrollo de ciertos conceptos, el lector acaba comprendiendo que todo lo que hagamos deberá estar de acuerdo con lo que realmente veamos. Es decir que, si queremos cambiar la situación, deberemos cambiarnos a nosotros mismos con eficacia, en primer término tendremos que cambiar nuestras percepciones. El resultado es la construcción de una autoconfianza a prueba de bomba a través del desarrollo del propio carácter, de la integridad, la honestidad y la dignidad humana necesarias para transformar nuestro universo laboral e íntimo en algo auténtico e intransferible.

## Índice

### I. Paradigmas y principios
- De adentro hacia afuera.
- La personalidad y la ética del carácter.
- «Grandeza» primaria y secundaria.
- El poder de un paradigma.
- El poder de un cambio de paradigma.
- Ver y ser.
- El paradigma basado en principios.
- Principios del desarrollo y el cambio.
- El modo en que vemos el problema es el problema.
- Un nuevo nivel de pensamiento.
- Panorama general de los siete hábitos.
- Los «hábitos» definidos.
- El continuum de la madurez.
- La efectividad definida.
- Tres tipos de bienes.
- CP oganizacional.
- Cómo usar este libro.
- Lo que se puede esperar.

### II. Victoria privada
- Primer hábito. Sea proactivo.
  - El espejo social.
  - Entre estímulo y respuesta.
  - La «proactividad» definida.
  - Tomar la iniciativa.
  - Actúe o deje que los demás actúen por usted.
  - Escuchando nuestro lenguaje.
  - Círculo de preocupación/círculo de influencia.
  - Control directo, indirecto e inexistente.
  - Ampliando el círculo de influencia.
  - Los «tener» y los «ser».
  - La otra punta de palo.
  - Comprometerse y mantener los compromisos.
  - Proactividad: el test de los treinta días.
  - Sugerencias prácticas.
- Segundo hábito. Empiece con un fin en mente.
  - Lo que significa «empezar con un fin en mente».
  - Todas las cosas se crean dos veces.
  - Por designio u omisión.
  - Liderazgo y administración: las dos creaciones.
  - Rescribir el guion: conviértase en su primer creador.
  - Un enunciado de la misión personal.
  - En el centro.
  - Centros alternativos.
  - Identificando su propio centro.
  - Un centro de principios.
  - Cómo redactar y usar un enunciado de la misión personal.
  - Usando la totalidad del cerebro.
  - Dos maneras de utilizar el cerebro derecho.
  - La identificación de roles y metas.
  - Enunciados de la misión familiar.
  - Enunciados de la misión organizacional.
  - Sugerencias prácticas.
- Tercer hábito. Establezca primero lo primero.
  - El poder de la voluntad independiente.
  - Cuatro generaciones de la administración del tiempo.
  - Cuadrante II.
  - Lo que supone decir «No».
  - Ingresando en el cuadrante II.
  - La herramienta del cuadrante II.
  - Convirtiéndose en un auto administrador de cuadrante II.
  - Vivirlo.
  - Progresos de la cuarta generación.
  - La delegación: aumentando P y CP.
  - Delegación en recaderos.
  - Delegación en encargados.
  - El paradigma del cuadrante II.
  - Sugerencias prácticas.

### III. Victoria pública
- - Paradigmas de interdependencia.
  - La cuenta bancaria emocional.
  - Seis depósitos principales.
  - Los problemas son C oportunidades CP .
  - Los hábitos de la interdependencia.
- Cuarto hábito. Pensar en ganar/ganar.
  - Seis paradigmas de interacción humana.
  - Cinco dimensiones de ganar/ganar.
  - Sugerencias prácticas.
- Quinto hábito. Procure primero comprender, y después ser comprendido.
  - Carácter y comunicación.
  - Escucha empática.
  - Diagnosticar antes de prescribir.
  - Cuatro respuestas autobiográficas.
  - Comprensión y percepción.
  - Después procure ser comprendido.
  - Persona a persona.
  - Sugerencias prácticas.
- Sexto hábito. La sinergia.
  - Comunicación sinérgica.
  - Sinergia en el aula.
  - La sinergia en la empresa.
  - Sinergia y comunicación.
  - La pesca de la tercera alternativa.
  - Sinergia negativa.
  - Valorando las diferencias.
  - Análisis del campo de fuerzas.
  - Toda la naturaleza es sinérgica.
  - Sugerencias prácticas.

### IV. Renovación
- Séptimo hábito. Afile la sierra.
  - Las cuatro dimensiones de la renovación.
  - Programando a los otros.
  - El equilibrio en la renovación.
  - La sinergia en la renovación.
  - La espiral ascendente.
  - Sugerencias prácticas.
  - Otra vez de adentro hacia afuera.
  - La vida intergeneracional.
  - Convirtiéndose en una persona de transición.

### Epílogo
- Preguntas que suelen hacerme.
- Apéndice A: Posibles percepciones que resultan de los diversos centros.
- Apéndice B: Un día de cuadrante II en la oficina.
- Sobre el Centro de Liderazgo Covey.
- Relación de los Centros de Liderazgo Covey.

## Paradigmas y principios
Los paradigmas son los elementos que constituyen el marco de referencia desde el cual cada individuo mira la realidad. Determinados paradigmas causan la adopción de ciertos principios de vida que comúnmente tienen bastantes aspectos erróneos. El hecho de tener apertura para cambiar de paradigmas es la premisa con la cual el autor compromete al lector para proceder al análisis de los hábitos. Al presentarse un cambio en la percepción de los paradigmas directamente influyen y se realiza un cambio en la actitud y la conducta de la persona.
El desarrollo personal transcurre en tres etapas:
* Dependencia: Aquí es donde empezamos, dependientes de otras personas. Y sin el desarrollo personal, nos quedaríamos atascados en esta etapa.
* Independencia: Por medio de desarrollo personal, llegamos a ser más independientes y tomamos la responsabilidad de nuestras acciones. Aun así, sin embargo, no somos plenamente eficaces. Surge la victoria privada.
* Interdependencia: En esta etapa, se desarrolla el entendimiento de que, a pesar de que somos autosuficientes, todavía necesitamos a otras personas para llevar a cabo nuestros objetivos. En la etapa de interdependencia aferramos la idea de trabajar juntos para obtener mejores resultados. Surge la victoria pública.

## Los siete hábitos
Los hábitos se encuentran en la intersección de tres componentes que se solapan: el conocimiento, las habilidades y el deseo o actitud. El conocimiento indica qué hacer y por qué, las habilidades indican cómo hacer las cosas y el deseo es la motivación y las ganas de hacerlas. Si una persona es capaz de llevar estos hábitos en su vida cotidiana puede lograr importantes mejoras, tanto en su vida personal como en cualquier organización.

### Independencia
Los primeros tres hábitos van de la dependencia a la independencia.
- Primer hábito: Sea proactivo.

Ser proactivo significa tomar la responsabilidad por su propia vida y ejercitar la habilidad de seleccionar su respuesta ante cualquier estímulo.
Esto implica comportarse según su decisión consciente, basado en sus valores, no en las condiciones en las que se encuentra.
Este hábito de efectividad representa la posibilidad de asumir nuevos desafíos en un ambiente de libertad individual y responsabilidad social de la persona humana. Este es el hábito de la conciencia y conducta de responsabilidad, el que resulta determinante en cada persona para comprender sus realizaciones y frustraciones, sus retos y sus respuestas, sus ambiciones y sus logros.
Es muy importante entender que entre los estímulos, procedentes del ambiente externo e interno, y las respuestas, manifestadas en conductas observables o no, existe la libertad interior de decidir. Esta es evidentemente una postura no determinista, tal como el propio Viktor E. Frankl la señalara al considerarla la última de las libertades humanas. 
Al hombre se le puede despojar de todo salvo la de elegir sus valores de actitud frente a las circunstancias de su propia vida. 
- Segundo hábito: Empiece con un fin en mente.

Es necesario entender que todas las cosas son creadas dos veces. Piense en la construcción de una casa antes de comenzar la construcción, se dibuja un plano (la primera creación). Posteriormente, construye la casa (la segunda creación). En los negocios ocurre igual: la primera vez, usted define lo que desea lograr, posteriormente diseña todas las partes del negocio para lograr el objetivo.
Este hábito de efectividad refleja el liderazgo personal y satisface plenamente la necesidad de encontrar un sentido a la propia existencia y comenzar cada día con un claro entendimiento de su dirección y destino deseados. 
Este es el hábito de la primera creación o creación mental, el que resulta esencial en cada persona para comprender el cumplimiento de su misión existencial.
Las observaciones y estudios realizados acerca de la visión de futuro revelan que esta es en verdad extraordinaria y, tal como lo considera Stephen R. Covey, el poder de una visión de futuro es increíble. 
- Tercer hábito: Establezca primero lo primero.

Este hábito de efectividad interpreta la idea de la administración personal, y su aplicación inteligente posibilita que las personas puedan encontrar la diferencia entre lo importante y lo urgente para ser más efectivas. Este es el hábito de la segunda creación o creación física, el que resulta básico para comprender la calidad de las decisiones y acciones en el día a día.
Existen varias generaciones de aplicaciones inteligentes respecto a la administración del tiempo, cada una de las cuales ha logrado un avance sustantivo con respecto a la anterior: Desde la primera, basada en las notas y listas de tareas; pasando por la segunda, apoyada en las agendas; hasta la tercera, fundamentada en la administración del tiempo. 
Stephen Covey ha propuesto una cuarta que encuentra su sustento en la matriz de administración personal, en la que cada actividad puede ser clasificada según dos criterios: 
1) Urgencia, aquellas actividades que requieren una acción inmediata.
2) Importancia, aquellas actividades que tienen que ver con los resultados. 
Así, cada actividad es susceptible de clasificarse en los siguientes cuadrantes:
1) Urgente e importante: Administración por crisis;   
2) No urgente e importante: Administración proactiva (*); 
3) Urgente y no importante: Administración reactiva; 
4) No urgente y no importante: Administración inefectiva.
Resulta obvio que es el (*) segundo cuadrante  el que resulta clave para el logro de la efectividad.

### Interdependencia
Los próximos tres hábitos hablan de la interdependencia
- Cuarto hábito: Piense en ganar / ganar.

Este hábito de efectividad ejemplifica el beneficio mutuo y ayuda poderosamente a encontrar el equilibrio en las relaciones humanas con un sentido de bien común y equidad. Este es el hábito que posibilita el logro de satisfacciones compartidas entre todas aquellas personas que participan en un proceso de negociación.
Este hábito comprende el estudio de seis paradigmas de interacción humana: 
1) ganar / ganar; 
2) ganó / pierdes; 
3) pierdo / ganas; 
4) pierdo / pierdes; 
5) ganó;
6) ganar / ganar o no hay trato. 
Cada uno de estos paradigmas es un modelo de relaciones humanas que conlleva determinados objetivos y logros; sin embargo, el primer modelo de los nombrados en una realidad interdependiente es el único viable. Este primer modelo representa beneficios mutuamente satisfactorios, además de que supone aprendizaje recíproco e influencia mutua. La historia de los conflictos en todos los ámbitos psicológicos y sociales refleja la ausencia de esta comprensión, primero, y la práctica desafortunada de las negociaciones, después. 
- Quinto hábito: Procure primero comprender y después ser comprendido.

Este hábito de efectividad describe la comunicación efectiva y conviene aplicarlo a los efectos de desarrollar los beneficios de la inteligencia emocional y obtener un clima social de respeto y convivencia armoniosa. 
Este es el hábito que sustenta la necesidad de comprender con empatía al otro para después ser comprendido y poder edificar relaciones interpersonales más constructivas. 
Destaca muy especialmente en este hábito la importancia de la escucha empática en el proceso de la comunicación humana.  
Si bien todos los hábitos de la efectividad se encuentran muy relacionados con la inteligencia emocional, este hábito lo está en un grado mayor por sus propias connotaciones emocionales. 
- Sexto hábito: Sinergice.

Este hábito de efectividad implica la interdependencia y es el producto social de individuos, familias, equipos de trabajo y organizaciones bien integradas, productivas y creativas. Este es el hábito que fundamenta los logros sinérgicos del trabajo en equipo, vale decir de aquellos equipos en los que el resultado del colectivo es mayor que la simple suma de sus integrantes. También podría afirmarse que el cociente intelectual del equipo es mayor que el promedio del cociente intelectual de aquellos que participan en su composición.
La sinergia es un producto resultante de la calidad de las relaciones internas y externas de calidad singular. Así, la sinergia intrapersonal es consecuencia de la práctica de los tres primeros hábitos que propician la victoria privada o maestría personal; en tanto que la sinergia interpersonal es el resultado de la práctica de los tres segundos hábitos que generan la victoria pública o maestría interpersonal. Otra manera de enfocar la sinergia interpersonal es considerarla como un producto de la mentalidad de abundancia, la cuenta bancaria emocional y el esfuerzo por procurar primero comprender. Un ejemplo notable de sinergia son los círculos de calidad comprometidos, productivos y creativos.

### Mejoras continuas
El hábito final es sobre las mejoras continuas sobre las esferas personales e interpersonales de la influencia.
- Séptimo hábito: Afile la sierra.

Este hábito de efectividad interpreta la mejora continua y la autorrenovación, el mantenimiento básico necesario para mantener los hábitos restantes funcionando adecuadamente, ofrece un horizonte de superación personal en todas y cada una de las áreas de nuestra personalidad. Este es el hábito que permite entender el mejoramiento personal en las dimensiones física, mental, socio-emocional y espiritual.
Stephen Covey denomina a este hábito afilar la sierra por aquella historia que relata acerca de un leñador que se encuentra en pleno bosque tratando con mucho afán de derribar árboles con su hacha. Sin embargo, no le pasa por la mente que su hacha también requiere ser afilada cada cierto tiempo para que recupere su filo y pueda seguir brindando un buen servicio. Pues eso es precisamente lo que acontece con las personas cuando no son capaces de hacer un alto en el camino de su vida para recuperar nuevas energías con el descanso reparador, la lectura de estudio, la ayuda solidaria al prójimo o la meditación. 
Las personas requerimos renovación en todas y cada una las dimensiones de nuestra personalidad: física, mental, socio-emocional y espiritual. En cualquier caso, la falta de una apropiada renovación en estas dimensiones puede tener un elevado costo para las personas.

## Recepción
Desde su lanzamiento ha vendido más de 25 millones de copias y se ha traducido a 52 idiomas en todo el mundo. En agosto de 2011 la revista Time incluyó a Los siete hábitos de la gente altamente efectiva en su lista «Los 25 libros más influyentes de gestión empresarial».
Covey también escribió posteriormente otros libros relacionados con este mismo tema, entre los cuales se encuentran:
- Los siete hábitos de las familias altamente efectivas
- Viviendo los siete hábitos
- El octavo hábito
- El liderazgo centrado en principios
- Meditaciones diarias para la gente altamente efectiva

Asimismo, Sean Covey, hijo de Stephen Covey, publicó una versión simplificada para adolescentes titulada Los siete hábitos de los adolescentes altamente efectivos.
Siendo presidente de los Estados Unidos, Bill Clinton invitó a Covey a Camp David para pedirle consejo sobre cómo integrar el libro en su presidencia.